# Hervé Jolly
Pour les articles homonymes, voir Jolly.
Hervé Jolly est un acteur français.

## Biographie
Apparaissant dans quelques films et séries dans les années 1960 et 1970, Hervé Jolly se spécialise rapidement dans le doublage.
Il a doublé à quelques reprises et à leurs débuts, Jean-Claude Van Damme et Alec Baldwin. À partir du film Jugé coupable en 1999, il succède à Jean-Claude Michel, décédé la même année, pour doubler Clint Eastwood. Il le retrouve dans tous ses films à l'exception de Million Dollar Baby (2004), film dans lequel c'est Marc Cassot qui a été choisi.
Il devient également une voix régulière à la télévision, doublant notamment de manière récurrente les acteurs William Sadler, Dorian Harewood et Jack Coleman, Ray Wise, Ryan O'Neal, John C. McGinley (Dr Perry Cox dans la série Scrubs (2002-2010)) ou encore Tom Berenger,. Il est également la voix de l'inspecteur Tom Barnaby interprété par John Nettles dans la série Inspecteur Barnaby (1997-2011), de l'agent spécial Leroy Jethro Gibbs interprété par Mark Harmon, dans la série NCIS : Enquêtes spéciales (2003-2021), de Bill Buchanan interprété par James Morrison dans 24 heures chrono (2005-2009), ou encore celle de l'agent spécial David Rossi interprété par Joe Mantegna dans Esprits criminels (2008-).
Principalement présent dans les jeux vidéo durant les années 2010, il double notamment Miraak dans The Elder Scrolls V: Dragonborn (2012), Conrad Roth dans Tomb Raider (2013), le Marshal Waits dans Alien: Isolation (2014) ou encore Sal Marcano Mafia III (2016).
En 2019, il double Kōzō Fuyutsuki dans le deuxième doublage de l’anime Neon Genesis Evangelion. En 2020, il joue pour TCM le rôle de Jakob dans la fiction audio Morts à l'Aveugle.
Il fait également la narration de plusieurs documentaires.

## Filmographie

### Cinéma
- 1968 : Le Pacha de Georges Lautner
- 1971 : Les Mariés de l'an II de Jean-Paul Rappeneau
- 1976 : Attention les yeux ! de Gérard Pirès
- 1980 : La légion saute sur Kolwezi de Raoul Coutard

### Télévision

#### Séries télévisées
- 1966 : En votre âme et conscience (épisode : Le Crime de Sezegnin de  Pierre Nivollet)
- 1966 : En votre âme et conscience, épisode : La Carte de visite de  Pierre Nivollet
- 1966 : Les Cinq Dernières Minutes (saison 1, épisode 39 : La Rose de fer de Jean-Pierre Marchand)
- 1967 : En votre âme et conscience, épisode : Le Cas d'Hélène Jegado de  Pierre Nivollet
- 1971 : Le Voyageur des siècles de Noël-Noël réalisée par Jean Dréville : Philippe d'Audigné (épisodes : L'Étrange disparition de Philippe d'Audigné, L'Album de famille, Le Grain de sable et Le Bonnetier de la rue Tripette)
- 1976 et 1983 : Les Brigades du Tigre (épisodes Bonnot et Compagnie et Rita et le Caïd de Victor Vicas)
- 1977: Au plaisir de Dieu (mini-série) : Jules Maraud (fils), le garde-chasse

#### Téléfilms
- 1978 : Les Grandes Conjurations : L'Attentat de la rue Saint-Nicaise de Victor Vicas : Bonaparte.
- 1982 : La Sorcière de Charles Brabant : Jacques

#### Fictions audio
- 2020 : Morts à l'Aveugle de Julien Aubert : Jakob (western audio)

## Doublage
Source : RS Doublage, Doublagissimo, Doublage Séries Database, Planète Jeunesse

### Cinéma

#### Films
- Clint Eastwood[1] dans (7 films) :
  - Jugé coupable (1999) : Steve Everett
  - Space Cowboys (2000) : Francis « Frank » Corvin
  - Créance de sang (2002) : Terry McCaleb
  - Gran Torino (2008) : Walt Kowalski
  - Une nouvelle chance (2012) : Gus Lobel
  - La Mule (2018) : Earl Stone
  - Cry Macho (2021) : Mike Milo

- Jean-Claude Van Damme[1] dans (4 films) :
  - Coups pour coups (1990) : Y Louis Burke
  - Chasse à l'homme (1993) : Chance Boudreaux
  - Timecop (1994) : Max Walker
  - Mort subite (1995) : Darren McCord

- Alec Baldwin[1] dans :
  - À la poursuite d'Octobre Rouge (1990) : Jack Ryan
  - The Shadow (1994) : Lamont Cranston
  - Pearl Harbor (2001) : le colonel James Doolittle
  - La Famille Tenenbaum (2001) : le narrateur

- Renji Ishibashi dans :
  - La Mort en ligne (2003) : l'inspecteur Motomiya
  - La Mort en ligne 2 (2005) : l'inspecteur Motomiya
  - Outrage (2010) : Murase

- William Sadler[1] dans :
  - Le Jeu des damnés (2005) : Ivan Reisz
  - Dos au mur (2012) : Franck Cassidy
  - Machete Kills (2013) : le shérif Doakes

- Michael Douglas dans :
  - Ant-Man et la Guêpe (2018) : Dr Henry « Hank » Pym
  - Avengers: Endgame (2019) : Dr Hank Pym
  - Ant-Man et la Guêpe : Quantumania (2023) : Dr Hank Pym

- Dolph Lundgren dans :
  - Universal Soldier (1992) : Andrew Scott
  - Universal Soldier : Régénération (2009) : Andrew Scott

- Jürgen Prochnow dans :
  - Body (1993) : Dr Alan Paley
  - Wing Commander (1999) : Paul Gerald

- Tom Berenger[1] dans :
  - Les Indians 2 (1994) : Jake Taylor
  - Mi$e à prix 2 (2010) : Walter Weed

- Kurtwood Smith dans :
  - Le Dernier Cheyenne (1995) : le shérif Deegan
  - Firestarter (2022) : le docteur Joseph Wanless

- Peter Coyote[1] dans :
  - Les Rapaces (1997) : Doc « the butcher »
  - Sphère (1998) : le capitaine Harold C. Barnes

- Richard Schiff[1] dans :
  - Sam, je suis Sam (2001) : M. Turner
  - Influences (2002) : Elliot Sharansky

- Bo Hopkins dans :
  - City of Ghosts (2002) : Teddy
  - Les Maîtres du jeu (2003) : Scarne

- Dermot Keaney[1] dans :
  - Pirates des Caraïbes : Le Secret du coffre maudit (2006) : Maccus / Dutchman
  - Pirates des Caraïbes : Jusqu'au bout du monde (2007) : Maccus

- John C. McGinley dans :
  - Alex Cross (2012) : Richard Brookwell
  - The Belko Experiment (2016) : Wendell Dukes

- Fred Willard[1] dans :
  - Légendes vivantes (2014) : Edward « Ed » Harken
  - Mascots (2016) : Greg Gammons, Jr.

- 1980 : La Fureur du juste : Longlegs (Richard Norton) et Pierre (Alan Chappuis)
- 1980 : La Secte des cannibales : Dick (Carlos Longhi)
- 1981 : Rien que pour vos yeux : Erich Kriegler (John Wyman[n 1])
- 1981 : Les Bleus : le colonel Glass (Lance LeGault) (1er doublage)
- 1981[n 2] : 13 Morts et demi : Dr Sigmund (Carl Jacobs)
- 1982 : Dément : Tom Smith / John Skaggs (Phillip Clark)
- 1983 : Metalstorm : La Tempête d'acier : Jack Dogen (Jeffrey Byron)
- 1984 : Break Street 84 : Ozone / Orlando (Adolfo « Shabba Doo » Quiñones (en))
- 1986 : Le Vol du Navigateur : Bill Freeman (Cliff De Young)
- 1986 : Star Trek 4 : Retour sur Terre : Bob Briggs (Scott DeVenney)
- 1987 : Running Man : Tony (Kurt Fuller)
- 1988 : Toutes folles de lui : Lou Landers (John Pankow)
- 1988 : Satisfaction : Martin Falcon (Liam Neeson)
- 1988 : Héros : Dr Highwater (Billy Drago)
- 1989 : Week-end chez Bernie : Marty (Gregory Salata)
- 1989 : Slipstream : Le Souffle du futur : Montclaire (Robbie Coltrane)
- 1990 : Filofax : Hamilton (Terrence E. McNally)
- 1991 : Un look d'enfer : Trout (Kyle MacLachlan)
- 1991 : Wedlock, les prisonniers du futur : Sam (James Remar[1])
- 1991 : Dans la peau d'une blonde : Dan Jones (Kevin Kilner)
- 1991 : True Colors : l'agent Abernathy (Brad Sullivan)
- 1991 : Lucky Luke : « Serpent dans l'herbe » (William P. Yazzie)
- 1992 : Banco pour un crime : l'inspecteur Toussaint (Roberto Sbaratto)
- 1992 : Aigle de fer III : Ames (J. E. Freeman)
- 1992 : Face à face : David Willerman (Charles Bailey-Gates)
- 1992 : Un flingue pour Betty Lou : Gail (Billie Neal)
- 1993 : Cliffhanger : Traque au sommet : Stuart (Don S. Davis)
- 1993 : La Firme : l'homme nordique (Tobin Bell[n 1])
- 1993 : Deux doigts sur la gâchette : Armor O'Malley (Denis Leary)
- 1995 : Powder : Dr Aaron Stripler (Ray Wise)
- 1996 : Le Fantôme du Bengale : le capitaine Philip Horton (Robert Coleby)
- 1996 : Race the Sun : M. Cronin (Marshall Napier)
- 1997 : Alien, la résurrection : le général Perez (Dan Hedaya[6])
- 1997 : Minuit dans le jardin du bien et du mal : Finley Largent (Bob Gunton)
- 1997 : En chair et en os : Sancho (José Sancho)
- 1998 : Un cri dans l'océan : le capitaine Atherton (Derrick O'Connor)
- 1998 : Deep Impact : Stuart Caley (Bruce Weitz)
- 1998 : Armageddon : Dr Ronald Quincy (Jason Isaacs[7])
- 1998 : U.S. Marshals : l'agent spécial Frank Barrows (Rick Snyder)
- 1998 : Il faut sauver le soldat Ryan : le colonel du département militaire (Dale Dye)
- 1998 : Waterboy : le coach Red Beaulieu (Jerry Reed)
- 1998 : Négociateur : le capitaine Travis (John Spencer)
- 1999 : Hurricane Carter : Myron Beldock (David Paymer)
- 1999 : American History X : Rasmussen (Joseph Cortese)
- 1999 : Magnolia : le narrateur (voix) (Ricky Jay)
- 1999 : Une fille qui a du chien : Millstone (Martin Sheen)
- 2000 : Cybertraque : l'agent Mitch Gibson (Christopher McDonald)
- 2000 : Gladiator : Proximo (Oliver Reed[8])
- 2000 : JSA : Joint Security Area : le major-général Bruno Botta (Christoph Hofrichter[n 3])
- 2001 : À la rencontre de Forrester : Dr Spence (Michael Nouri[9])
- 2001 : La Maison sur l'océan : Kurt Walker (Scott Bakula)
- 2003 : Matrix Revolutions : le capitaine Mifune (Nathaniel Lees)
- 2003 : Memories of Murder : Shin Ban-jang (Song Jae-ho)
- 2004 : Un crime dans la tête : Vaughn Utly (Željko Ivanek)
- 2004 : New Police Story : Kwun (Rongguang Yu)
- 2005 : Harry Potter et la Coupe de feu : Barty Croupton Sr. (Roger Lloyd-Pack)
- 2005 : Fog : Tom Malone (Kenneth Welsh)
- 2005 : Les Frères Grimm : le maire (Roger Ashton-Griffiths)
- 2006 : Chronique d'un scandale : Brian Bangs (Philip Davis)
- 2006 : Dance with Me : Emcee (Alan John Armsby)
- 2006 : Faussaire : Shelton Fisher (Stanley Tucci[1])
- 2006 : We Are Marshall : Paul Griffen (Ian McShane)
- 2006 : Jugez-moi coupable : le juge Finestein (Ron Silver)
- 2007 : Maxi Papa : voix additionnelles
- 2007 : The Comebacks : M. Truman (Nick Searcy)
- 2007 : Les Rois du patin : le commentateur no 2 (Jim Lampley)
- 2008 : Appaloosa : Earl May (James Gammon[10])
- 2008 : Outpost : Francis Hunt (Julian Wadham)
- 2009 : Adam : Sam Klieber (Mark Linn-Baker)
- 2009 : Watchmen : Les Gardiens : Hollis Mason / Le Hibou I (Stephen McHattie) (version Ultimate Cut)
- 2010 : My Soul to Take : Dr Blake (Harris Yulin)
- 2011 : Hobo with a Shotgun : le clochard (Rutger Hauer[1])
- 2011 : Footloose : Roger Dunbar (Brett Rice (en))
- 2011 : Wu Xia : ? (?)
- 2017 : La Femme la plus détestée d'Amérique : voix additionnelles
- 2017 : Wonder Wheel : Angelo (Tony Sirico)
- 2018 : Tel Père : Harry (Kelsey Grammer)
- 2018 : The Old Man and The Gun : M. Owens (Gene Jones)
- 2018 : Ton fils : Jaime Jiménez (José Coronado)
- 2019 : Jo Pil-Ho : Souffle de rage : Yi-Hyang Jung [Qui ?]
- 2019 : L'Art du mensonge : Vincent (Jim Carter)
- 2021 : Beckett : ? (?)
- 2021 : American Nightmare 5 : Sans Limites : Caleb Tucker (Will Patton)
- 2022 : Jackass 4.5 : voix additionnelles
- 2022 : Rise : La Véritable Histoire des Antetokoúnmpo (en) : David [Qui ?]
- 2023 : Le Manoir hanté : ? (?)
- 2023 : Le Remède à l'oubli : ? (?)
- 2023 : Dans leur ombre : Ian (Justin Salinger)
- 2024 : Love in 39 Degrees : ? (?)
- 2025 : Freaky Friday 2 : Encore dans la peau de ma mère : Ryan (Mark Harmon)

#### Films d'animation
- 2005 : Le Roman de Renart : Chancelier Bernard
- 2006 : The Wild : le pingouin commentateur[n 4]
- 2008 : WALL-E : Shelby Forthright, PDG de BnL (Fred Willard)
- 2011 : Rango : l'Esprit de l'Ouest (imageant Clint Eastwood[n 5])
- 2019 : Evangelion Death (True)² : Kozo Fuyutsuki
- 2019 : The End of Evangelion : Kozo Fuyutsuki
- 2021 : Tout droit sortie de nulle part : Scooby-Doo rencontre Courage le chien froussard : Monsieur HB
- 2025 : Falcon Express : Rex (création de voix)

### Télévision

#### Téléfilms
- William Sadler dans :
  - Jesse Stone : L'Empreinte du passé (2009) : Gino Fish
  - Jesse Stone : L'Enfant disparu (2010) : Gino Fish
  - Jesse Stone : Sans remords (2011) : Gino Fish

- Dorian Harewood dans :
  - Miss détective : Le Prix à payer (1996) : Jim Monroe
  - Les Souliers de Noël (2002) : Dalton Gregory

- 1988 : Au nom de la foi : Pasteur Evans (John Vickery)
- 1989 : La Preuve par 9 mm : Charlie (Marco Perella)
- 1989 : Crack House : B. T. (Clyde Jones)
- 1991 : Dynastie : La Réunion : Arlen Marshall (Michael Brandon)
- 1995 : Fausse Identité : Dr Granger (Ralph Wilcox)
- 1997 : Double Mensonge : Dave (Gary Cole)
- 1997 : Meurtres à Badger's Drift : l'inspecteur-chef détective Tom Barnaby (John Nettles)
- 1998 : Objectif Terre : L'invasion est commencée : agent Vincent Naples (John C. McGinley)
- 1998 : Mafia : La Trahison de Gotti : Bruce Mouw (Arthur J. Nascarella (en)), le garde du corps personnel de Gotti (Gaetano LoGiudice), le gardien de prison (José Ramón Rosari) et voix additionnelles
- 1999 : La Vie secrète d'une milliardaire : Alex Cunningham-Reid (Liam Cunningham)
- 2001 : Injustice : Geoff Stone (Alan Rosenberg)
- 2002 : Le Vampire de Whitechapel : Sherlock Holmes (Matt Frewer)
- 2004 : L'Anneau sacré : ancien des Nibelungen (Richard Farmer)
- 2005 : Le Voyage d'une vie : Trent (John Savage)
- 2006 : Alerte solaire : l'amiral Lawrence (Stephen McHattie)
- 2007 : Telle mère, telle fille : David Geraine (John Maclaren (de))
- 2007 : Maléfiques : Thomas Carrier (Peter Fonda)
- 2009 : À l'aube du dernier jour : Dr James Mayfield (Jack Coleman)
- 2009 : Ma belle-fille est un homme : Christian Remminger (Jürgen Tonkel (de))
- 2009 : Scooby-Doo : Le mystère commence : le vice-principal Grimes (Gary Chalk)
- 2011 : Une proie certaine : le chef adjoint de la police Lucas Davenport (Mark Harmon)
- 2013 : Cœur léger, cœur lourd : Felix (Henry Hübchen)
- 2015 : Les Chaussures magiques : Frank (Eric Roberts)
- 2016 : Descente en eaux troubles : le shérif (Perry King)
- 2020 : Les Petits Miracles de Noël : Jeb (Jerry Wasserman)
- 2020 : Noël comme chien et chat : Penn Barnett (Rob Stewart)
- 2021 : La Fabuleuse Parade de Noël : Dennis (Terry O'Quinn)

#### Séries télévisées
- William Sadler[3] dans (19 séries) :
  - Roswell (1999-2002) : le shérif Jim Valenti (61 épisodes)
  - Wonderfalls (2004) : Darrin Tyler (14 épisodes)
  - Tru Calling : Compte à rebours (2005) : Travis (saison 2, épisode 5)
  - Médium (2008) : John Edgemont (saison 4, épisode 5)
  - Three Rivers (2009-2010) : Michael Zelasko (épisodes 8 et 11)
  - The Pacific (2010) : le colonel Lewis « Chesty » Püller (mini-série)
  - Mercy Hospital (2010) : le colonel Nate Ramsey (épisodes 21 à 23)
  - Hawaii 5-0 (2010-2020) : John McGarrett (11 épisodes)
  - FBI : Duo très spécial (2011) : Brett Gelles (saison 3, épisode 2)
  - Damages (2012) : Helmut Torben (saison 5)
  - 666 Park Avenue (2013) : Nate McKenny (épisodes 12 et 13)
  - Elementary (2013) : Ian Gale (saison 2, épisode 8)
  - Flash (2014) : Simon Stagg (en) (saison 1, épisode 2)
  - Madam Secretary (2014-2015) : George (saison 1, épisodes 1 et 22)
  - Marvel : Les Agents du SHIELD (2015-2016) : le président Matthew Ellis (saison 3)
  - Blue Bloods (2015 / 2019) : Armin Janko (saison 6, épisode 2 et saison 9, épisode 21)
  - Berlin Station (2016) : Clay Williams (saison 1, épisodes 7 à 10)
  - Bull (2018) : le père Andy (saison 3, épisode 10)
  - New York, unité spéciale (2019) : Gary Dolan (saison 20, épisode 16)

- Jack Coleman[3] dans (10 séries) :
  - Heroes (2006-2010) : Noé Bennet (73 épisodes)
  - Mentalist (2010) : Max Winter (saison 3, épisode 4)
  - Dr House (2010) : Joe Dugan (saison 7, épisode 6)
  - Vampire Diaries (2011-2012) : Bill Forbes (saison 3)
  - Castle (2012-2015) : le sénateur William H. Bracken (6 épisodes)
  - Scandal (2013) : Daniel Douglas Langston (saison 3)
  - Les Experts (2014) : Jim Logan (saison 14, épisode 15)
  - Heroes Reborn (2015-2016) : Noé Bennet (mini-série)
  - Murder (2018) : M. Dean (saison 4, épisode 11)
  - Hawaii 5-0 (2018) : Miller (saison 9, épisodes 1 et 2)

- Ray Wise[3] dans (9 séries) :
  - Le Diable et moi (2007-2009) : le Diable (31 épisodes)
  - Psych : Enquêteur malgré lui (2009-2014) : le Père Peter Westley (saison 4, épisode 4 et saison 5, épisode 10) et le juge Horace Leland (saison 8, épisode 3)
  - Castle (2010) : Bobby Fox (saison 2, épisode 15)
  - Chuck (2011) : Riley, l'avocat de Volkoff (saison 4)
  - Rizzoli and Isles (2012) : le juge Eugene Allen (saison 3, épisode 7)
  - Perception (2013) : Martin Sullivan (saison 2, épisode 4)
  - Les Feux de l'amour (2014-2016) : Ian Ward (70 épisodes)
  - Les Nouvelles Aventures de Sabrina (2019) : l'anti-pape Enoch (saison 2, épisode 5)
  - Physical (2021) : M. Rubin, le père de Sheila (saison 1, épisode 8)

- Eric Roberts[3] dans (6 séries) :
  - Crash (2009) : Seth Blanchard (13 épisodes)
  - Les Feux de l'amour (2010-2011) : Vance Abrams (34 épisodes)
  - Justified (2014) : l'agent Miller (saison 5, épisode 9)
  - Brooklyn Nine-Nine (2016) : Jimmy Figgis (saison 4, épisode 3)
  - Code Black (2016) : Vincent « Vince » Savetti (saison 2, épisodes 2 et 5)
  - Grey's Anatomy (2017 / 2021) : Robert Avery (saison 13, épisode 16 et saison 17, épisode 14)

- James Morrison[3] dans (5 séries) :
  - Space 2063 (1995-1996) : le lieutenant-colonel Tyrus Cassius « T. C. » McQueen (23 épisodes)
  - 24 Heures chrono (2005-2009) : Bill Buchanan (64 épisodes)
  - Hawthorne : Infirmière en chef (2009-2011) : John Morrissey (18 épisodes)
  - Revenge (2012) : Gordon Murphy (7 épisodes)
  - The Orville (2017) : Kemka (saison 1, épisode 4)

- Dorian Harewood[3] dans (5 séries) :
  - Sept à la maison (1996-2003) : le révérend Morgan Hamilton (10 épisodes)
  - Stargate SG-1 (2002) : Thoran (saison 6, épisodes 4 et 6)
  - Las Vegas (2006) : l'agent spécial de la CIA Lennox (saison 3, épisode 23 et saison 4, épisode 2)
  - Private Practice (2007) : Duncan Stinson (saison 1, épisode 2)
  - Terminator : Les Chroniques de Sarah Connor (2008) : Dr Boyd Sherman (saison 2)

- Alan Rosenberg (en)[3] dans (5 séries) :
  - Chicago Hope : La Vie à tout prix (1999-2000) : Stuart Brickman (16 épisodes)
  - Le Protecteur (2001-2004) : Alvin Masterson (67 épisodes)
  - Numb3rs (2005) : le juge Franklin Trelane (saison 2, épisode 1)
  - Les Experts (2005 / 2007) : Adam Novak (saison 5, épisode 22 et saison 7, épisode 11)
  - Dr House (2006) : Bruce Steinerman, l'avocat du Dr Wilson (saison 3, épisode 8)

- Terry O'Quinn[3] dans (5 séries) :
  - Harsh Realm (1999-2000) : le général Omar Santiago (9 épisodes)
  - À la Maison-Blanche (2003-2004) : le général Nicholas Alexander (7 épisodes)
  - Emergence (2019) : Richard Kindred (5 épisodes)
  - FBI: Most Wanted (2020-2022) : Byron LaCroix (9 épisodes)
  - Son vrai visage (2022) : Martin Queller (mini-série)

- Joe Mantegna[3] dans (5 séries) :
  - First Monday (2003) : le juge Thomas Novelli (13 épisodes)
  - Le Monde de Joan (2003-2005) : Will Girardi (45 épisodes)
  - Esprits criminels (depuis 2007) : l'agent spécial David Rossi (294 épisodes)
  - Esprits criminels : Unité sans frontières (2016-2017) : l'agent spécial David Rossi (saison 1, épisode 1 et saison 2, épisode 2)
  - As We See It (2022) : Lou Hoffman (8 épisodes)

- Ryan O'Neal[3] dans (4 séries) :
  - Miss Match (2003) : Jerrold « Jerry » Fox (18 épisodes)
  - Desperate Housewives (2005) : Rodney Scavo (saison 1, épisode 13)
  - Bones (2006-2017) : Max Keenan (24 épisodes)
  - 90210 Beverly Hills : Nouvelle Génération (2010) : Spence Montgomery (saison 2, épisodes 19 à 21)

- John Nettles[3] dans :
  - Bergerac (1981-1991) : Jim Bergerac (87 épisodes)
  - Inspecteur Barnaby (1997-2011) : l'inspecteur Tom Barnaby (81 épisodes)
  - Poldark (2016-2017) : Ray Penvenen (9 épisodes)

- Peter Onorati dans :
  - New York Police Blues (1997) : Joey Salvo (saison 4)
  - Sons of Anarchy (2012) : Leo Pirelli (saison 5, épisode 9)
  - S.W.A.T. (2017-2021) : le sergent Jeffrey « Jack » Mumford (28 épisodes)

- John Savage dans :
  - Dark Angel (2000-2001) : Donald Lydecker (24 épisodes)
  - New York, section criminelle (2004) : Mark Farrell (saison 3, épisode 17)
  - New York, unité spéciale (2005) : Lucas Biggs (saison 6, épisode 13)

- Tom Berenger[3] dans :
  - October Road, un nouveau départ (2007-2008) : Bob « le Commandant » Garrett (19 épisodes)
  - XIII, la série (2011) : Rainer Gerhardt (saison 1)
  - Major Crimes (2013-2015) : Jackson Raydor (7 épisodes)

- J. C. MacKenzie (en) dans :
  - Murder One (1995-1996) : Dr Arnold Spivak (1re voix, saison 1)
  - Hemlock Grove (2014-2015) : Dr Arnold Spivak (6 épisodes)

- Dan Hedaya dans :
  - Urgences (1997 / 2005) : Herb Spivak (4 épisodes)
  - Blue Bloods (2019) : Vincent Rella (2e voix - saison 10, épisode 2)

- Mark Harelik dans :
  - Incorrigible Cory (1999) : Jedediah Lawrence (saison 7)
  - Dr House (2005) : M. Foster, le père du patient (saison 1, épisode 11)

- Michael Brandon dans :
  - Division d'élite (2001) : le juge Stone (saison 1, épisode 15)
  - Episodes (2012-2017) : Elliot Salad (7 épisodes)

- John C. McGinley[3] dans :
  - Scrubs (2001-2010) : Dr Perry Cox (182 épisodes)
  - Burn Notice (2012) : Tom Card (saison 6)

- Joe Grifasi dans :
  - Jane et Tarzan (2003) : le lieutenant Scott Connor (5 épisodes)
  - New York, unité spéciale (2005-2021) : le juge Hashi Horowitz (14 épisodes)

- Mark Harmon[3] dans :
  - NCIS : Enquêtes spéciales (2003-2021) : l'agent spécial Leroy Jethro Gibbs (418 épisodes)
  - NCIS : Nouvelle-Orléans (2014-2018) : l'agent spécial Leroy Jethro Gibbs (4 épisodes)

- Gregory Itzin dans :
  - Mentalist (2008-2012) : Virgil Minelli (15 épisodes - 2e voix pour la version TF1)
  - Desperate Housewives (2011) : Dick Barrows (saison 7, épisodes 13 et 18)

- Casey Sander dans :
  - The Big Bang Theory (2012-2015) : Mike Rostenkowski, le père de Bernadette (6 épisodes)
  - Agent Carter (2016) : Thomas Gloucester (saison 2, épisodes 2 et 6)

- David Rasche dans :
  - Veep (2013-2017) : Jim Marwood (8 épisodes)
  - Succession (2018-2023) : Karl Muller (31 épisodes)

- 1954 : Rintintin : l'officier de la Police montée (épisodes Le Loup Blanc et Le Retour de Rintintin)
- 1994 : X-Files : Aux frontières du réel : Walter Skinner (Mitch Pileggi) (saison 1, épisode 21)
- 1994 : Le Retour des Incorruptibles : Walter Boone (Chelcie Ross) (saison 1, épisode 14)
- 1995-1996 : American Gothic : le shérif Lucas Buck (Gary Cole[3]) (22 épisodes)
- 1995-1999 : Hercule : Pallaeus (Ross Duncan) (saison 2, épisode 3), Trincolos (Jon Brazier) (saison 3, épisode 9) et le chef des gardes (Mike Howell) (saison 3, épisode 19)
- 1996 : SeaQuest, police des mers : le capitaine Oliver Hudson (Michael Ironside[3]) (13 épisodes)
- 1997 : Une nounou d'enfer : lui-même (Elton John[n 6]) (saison 5, épisode 2)
- 1997 : Oz : Nino Schibetta (Tony Musante) (7 épisodes)
- 1997-1998 : Le Visiteur : le sergent Roberts (Granville Ames) (5 épisodes)
- 1997-2002 : The Practice : Donnell et Associés : le juge William McGough (Gibby Brand) (5 épisodes)
- 1997-2009 : Scotland Yard, crimes sur la Tamise : Michael « Mike » Walker (David Hayman) (37 épisodes)
- 1998-2008 : Sept à la maison : Lou Dalton (Alan Fudge) (24 épisodes)
- 1999 : Le Caméléon : Manny Alomar (Miguel Sandoval[n 6]) (saison 2, épisode 18)
- 1999-2002 : Associées pour la loi : Rex Weller (Christopher McDonald) (68 épisodes)
- 2000 : Code Eternity : David Banning (Andrew Gillies) (saison 1)
- 2000-2008 : Les Soprano : Peter Paul « Paulie / Walnuts » Gualtieri (Tony Sirico) (86 épisodes)
- 2002-2003 : Stargate SG-1 : Adrian Conrad (Bill Marchant) (3 épisodes)
- 2003 : La Treizième Dimension : Dr Chandler (Ian McShane) (saison 1, épisode 36)
- 2003 : John Doe : le capitaine Ruiz (Tony Plana) (épisodes 11 et 17)
- 2005 : Surface : Dr Alexander Cirko (Rade Šerbedžija[3]) (6 épisodes)
- 2005-2006 : Lost : Les Disparus : le sergent Sam Austen (Lindsey Ginter (en)) (saison 2, épisodes 9 et 14)
- 2007 : Monk : Cobbs (Wings Hauser) (saison 4, épisode 16)
- 2009-2011 : The Border : le major Mike Kessler (James McGowan) (38 épisodes)
- 2010-2014 : Meurtres à Sandhamn : Harald (Lars Amble (sv)) (12 épisodes)
- 2012 : Body of Proof : l’inspecteur Charlie Meeks (Mark Rolston) (saison 2, épisode 12)
- 2013 : Psych : Enquêteur malgré lui : Roland Armitage (Barry Bostwick[n 6]) (saison 7, épisode 15)
- 2013-2019 : Ray Donovan : Alan (Paul Michael Glaser) (4 épisodes)
- 2014-2015 : Blacklist : Tom Connolly (Reed Birney) (9 épisodes)
- 2016 : Game of Thrones : Izembaro (Richard E. Grant) (3 épisodes)
- 2016-2018 : Shooter : Sam Vincent (David Andrews) (8 épisodes)
- 2017 : Genius : Milos Maric (Predrag Bjelac) (3 épisodes)
- 2017 : Suspect n°1 : Tennison (en) : Clifford Bentley (Alun Armstrong) (6 épisodes)
- 2017 : Wormwood : Dr Harold Abrahamson (Bob Balaban) (mini-série, 5 épisodes)
- 2017 : Gunpowder : George Farwell (Josh Moran) (mini-série en 3 épisodes)
- 2017-2019 : Knightfall : le Pape Boniface VIII (Jim Carter) (11 épisodes)
- 2018 : Iron Fist : le type louche dans le bar (Eddy Toru Ohno) (saison 2, épisode 10)
- 2018 : Forever : le Voyageur (Peter Weller) (2 épisodes)
- 2018 : Sally4Ever : Alan (David Cann) (3 épisodes)
- 2018-2024 : Yellowstone : Felix Long (Rudy Ramos (en)) (11 épisodes)
- 2019 : True Detective : Greg Larson (Brett Cullen) (6 épisodes)
- 2019 : Mindhunter : Don Graham (Andy Umberger) (saison 2, épisode 1)
- 2019-2020 : Single Parents (en) : Guy McCormick (Steve Tom) (7 épisodes)
- 2019-2021 : Hanna : Carl Meisner (Justin Salinger) (7 épisodes)
- 2019 et 2022 : The Orville : l'amiral Perry (Ted Danson) (6 épisodes)
- 2020 : Messiah : Zelman Katz (Philip Baker Hall) (6 épisodes)
- 2020-2023 : Dave : Don Burd (David Paymer) (11 épisodes)
- 2021 : Lucifer : Peter Peterson (John Glover) (saison 5, épisode 9)
- 2021 : Y, le dernier homme : le président Ted Campbell (Paul Gross) (épisode 1)
- 2021-2022 : Only Murders in the Building : Lester (Teddy Coluca) (12 épisodes)
- 2022 : Halo : l'amiral de la flotte Terrence Hood (Keir Dullea) (saison 1, épisode 2)
- 2022 : Black Bird : ? ( ? ) (mini-série)
- 2022 : Sandman : Harry (Jon Rumney) (saison 1, épisode 6)
- 2022 : She-Hulk : Avocate : Holden Holliway (Steve Coulter) (mini-série, 5 épisodes)
- 2022 : Mike (en) : Billy Cayton (Kale Browne (en)) (mini-série, 3 épisodes)
- 2022 : Willow : Zeb (Julian Glover) (saison 1, épisode 7)
- depuis 2022 : Billy the Kid : le major Lawrence Murphy (Vincent Walsh) (10 épisodes)
- 2023 : Hunters : Adolf Hitler (Udo Kier) (6 épisodes)
- 2023 : Wellmania : Dr Price (Anthony Phelan (es)) (4 épisodes)
- 2023 : Attentat de Boston : Le Marathon et la Traque : agent spécial du FBI en charge de l'affaire (Rick Deslauriers) (mini-série en 3 épisodes)
- 2023 : Painkiller : Arthur Sackler Sr. (Clark Gregg) (mini-série en 6 épisodes)
- 2023 : Le Griffon : ? (?) (mini-série)
- 2024 : Le Régime : Richard Kaiser (Donald Sage Mackay) (mini-série, 1 épisode)
- 2024 : Épouse mon mari : ? (?)
- 2024-2025 : Matlock (en) : Edwin Kingston (Sam Anderson) (18 épisodes)

#### Séries d'animation
- 1982-1983 : Les Mystérieuses Cités d'Or : Clamèque/Salmèque
- 1988 : Galaxy Express 999 : l'adjudant de police (épisode 19)
- 1995-1996[n 7] : Neon Genesis Evangelion : Kōzō Fuyutsuki[n 8]
- 1996-1999 : Animutants : Rhinox et Tarentula
- 1999 : Les Renés : M. Plat (création de voix)
- 2003 : Ratz : voix additionnelles (création de voix)
- 2009-2010 : Star Wars: The Clone Wars : le sénateur Lott Dod
- depuis 2019 : American Dad! : Avery Bullock (2e voix, depuis la saison 16[n 9])
- 2021-2023 : What If...? : Hank Pym[n 10] (saison 1, épisode 3 et saison 2, épisode 2) et Obadiah Stane (saison 1, épisode 6)
- 2022 : Spriggan (en) : Yamamoto
- 2022 : Cyberpunk: Edgerunners : Docteur
- 2023 : Pluto : Reinhardt

### Jeux vidéo
- 2003 : Tomb Raider : L'Ange des ténèbres : Eckhardt
- 2009 : James Cameron's Avatar: The Game : le commandant Karl Falco[n 8]
- 2011 : Call of Duty: Modern Warfare 3 : Overlord
- 2011 : Deus Ex: Human Revolution : Bob Page
- 2011 : Star Wars: The Old Republic : Dr Eckard Lokin[n 8]
- 2012 : The Elder Scrolls V: Dragonborn : Miraak[n 8]
- 2013 : Tomb Raider : Conrad Roth
- 2014 : Alien: Isolation : Marshal Waits
- 2015 : Need For Speed : Magnus Walker[n 8]
- 2015 : Call of Duty: Black Ops III : Dr Salim
- 2016 : Mafia III : Sal Marcano
- 2018 : Lego DC Super-Villains : Dr Light, Eclipso et Shade[n 8]
- 2023 : Starfield : ?
- 2025 : Monster Hunter Wilds : Tetsuzan

## Voix off

### Documentaires
- Kampf um den heißen Draht
- Sieg der Feuermaschine
- Tsunami vague mortelle
- Histoire du peuple Juif : L'Exode
- 1983, au bord de l'apocalypse (2007)
- Les Trésors de Toutankhamon (2007)
- Les Trésors perdus de Salomon (2008)
- Aftermath : Les Chroniques de l'après monde (2008)
- Fractales, la recherche de la dimension cachée (doublage d'un professeur[n 11]) (2008)
- Terres Indiennes (2010)
- La Fabuleuse Machine d'Anticythère (2012)
- Mystères du cosmos[n 12] (2013)
- Portable à haute dose, un danger pour la santé[n 13] (2015)
- Apocalypse, la terre après la disparition de l'homme[n 14] (2015)
- Yellowstone, nature extrême[n 15] (2019)
- Notre planète a ses limites (2021)